# Tommy Lee Wallace
Tommy Lee Wallace (Somerset, Kentucky, 8 de outubro de 1949) é um cineasta, produtor e roteirista estadunidense. Especialista no gênero terror, seus filmes mais famosos são o Halloween 3, It e A Hora do Espanto 2.

## Filmografia
- Halloween (1978)
- Halloween 3 (1982)
- A Hora do Espanto 2 (1988)
- It (1990)
- The Comrades of Summer (1992)
- Danger Island (1992)
- Witness to the Execution (1994)
- Green Dolphin Beat (1994)
- Once You Meet a Stranger (1996) telefilme que é remake de Strangers on a Train (1951) [4]
- Steel Chariots (1997)
- The Spree (1998)
- Final Justice (1998)
- Vampiros: Os Mortos (2002)

## Ligações Externas
- Tommy Lee Wallace. no IMDb.